# 유동주
유동주(1993년 8월 19일~)는 대한민국의 역도 선수이다. 올림픽에 3회(2016, 2020, 2024) 참가했으며 2019년 세계 선수권 대회에서 라이트헤비급 금메달을 획득했다.